# 17-ヒドロキシプレグネノロン

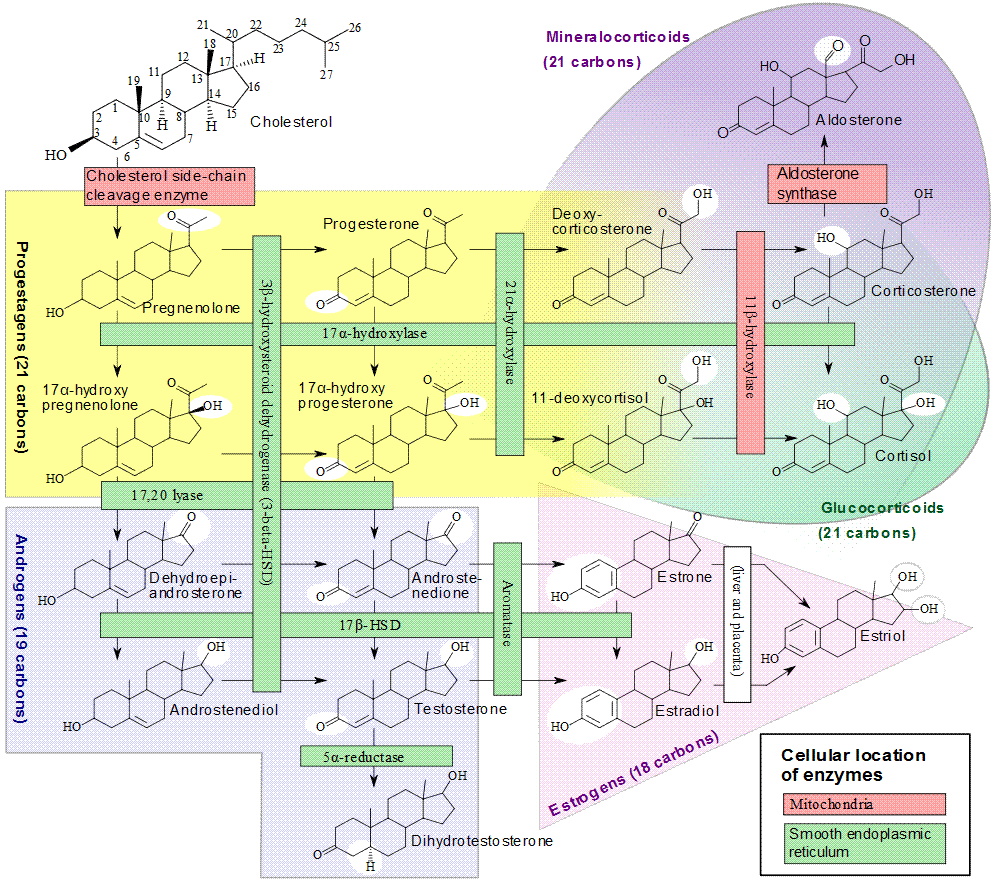
ステロイドホルモン生成系

17-ヒドロキシプレグネノロン（または、17α-ヒドロキシプレグネノロン）は、プレグネノロンの17Cの位置でヒドロキシル化反応して得られるC21のステロイドである。副腎と性腺のミトコンドリアのシトクロムP450酵素、17α-ヒドロキシラーゼ (CYP17A1)によってこの反応が起こる。17-ヒドロキシプレグネノロンは思春期の終わり頃にピークを迎え、その後は一転減少する。また、妊娠中には再び高いピークを得る。

## プロホルモン
17-ヒドロキシプレグネノロンは、デヒドロエピアンドロステロン(DHEA)を構成し、性ホルモンのプロホルモンであると考えられている。
δ5経路において、17-ヒドロキシプレグネノロンは酵素17,20リアーゼによってDHEAに変換される。また、17-ヒドロキシプレグネノロンは、17-ヒドロキシプロゲステロンに変換され、3-ヒドロキシステロイド脱水素酵素によって糖質コルチコイド、アンドロステンジオンに変換される。

## 神経ホルモン
17-ヒドロキシプレグネノロンは、神経ホルモンとして作用することが証明されている。

## 臨床での利用
17-ヒドロキシプレグネノロンの測定は、先天性副腎過形成の診断に役立っている。3β-ヒドロキシステロイド脱水素酵素欠乏性先天的副腎過形成(en:3βHSD CAH)の患者では、17-ヒドロキシプレグネノロンは増加し、17α-ヒドロキシラーゼ欠乏性先天性副腎過形成(en:Congenital adrenal hyperplasia due to 17 alpha-hydroxylase deficiency)の患者では減少する。